# Çağrı Bülbül
Çağrı Bülbül (* 1. Februar 1992 in Ankara) ist ein türkischer Fußballspieler.

## Karriere
Bülbül kam in Altındağ, einem Stadtteil von Ankara auf die Welt. In Ankara begann er mit dem Vereinsfußball in der Jugend von Hacettepe SK. 2010 wurde er an die Nachwuchsabteilung von Gençlerbirliği Ankara, den Mutterverein Hacettepes, abgegeben, kehrte aber 2011 als Profi wieder zu Hacettepe zurück. Am 28. August 2011 gab er in der Ligapartie gegen Manavgat Evrensekispor sein Profidebüt. Bei dem Viertligisten absolvierte er in die erste Spielzeit 14 Ligaspiele und stieg in der Saison 2012/13 zum Stammspieler auf. In der Saison 2013/14 wurde er mit seinem Team auch Play-off-Sieger der TFF 3. Lig und stieg somit in die TFF 2. Lig auf. Nach diesem Erfolg wurde er von Gençlerbirliği verpflichtet. Bei diesem Klub spielte er die Hinrunde der Saison 2014/15 für die Reservemannschaft und begann erst ab Dezember 2014 auch für die Profimannschaft aufzulaufen. Für die Rückrunde der Saison 2015/16 wurde er an Hacettepe ausgeliehen.
Zur Saison 2016/17 wechselte er zusammen mit seinem beiden Teamkollegen Nemanja Tomić und Guido Koçer zum Zweitligisten Giresunspor.

## Erfolge
Mit Hacettepe SK
- Play-off-Sieger der TFF 3. Lig und Aufstieg in die TFF 2. Lig: 2013/14